# Коле Ђовенки (Л'Аквила)
Коле Ђовенки (итал. Colle Giovenchi) је насеље у Италији у округу Л'Аквила, региону Абруцо.
Према процени из 2011. у насељу је живело 44 становника. Насеље се налази на надморској висини од 1068 м.